# Chris van der Heijden
Christofoor Anton Maria (Chris) van der Heijden (Leiden, 18 oktober 1954) is een Nederlandse historicus en publicist. Hij doceerde tot begin 2021 aan de School voor Journalistiek in Utrecht en publiceerde voor diverse media, sinds geruime tijd vooral voor De Groene Amsterdammer. Van der Heijden studeerde Geschiedenis aan de Universiteit Utrecht en deed een (verkort) kandidaats in Vergelijkende Literatuurwetenschap & Filosofie. Hij promoveerde aan de UVA.

## Carrière
Van der Heijden publiceert vanaf het eind van de jaren zeventig regelmatig over historische, culturele en politieke onderwerpen in kranten en weekbladen zoals Vrij Nederland, NRC Handelsblad, Haagse Post, Maatstaf, De Standaard, Algemeen Dagblad en De Groene Amsterdammer. Hij maakte voor deze bladen en kranten tal van portretten, reportages, essays, achtergrondverhalen, reisverhalen en recensiens. Tussen 1981 en 1998 werkte hij als programmamaker voor onder andere de KRO, de NOS en de VPRO. Ook was hij jurylid voor de AKO Literatuurprijs. Tussen 2010 en 2021 had  hij een column over media in De Groene Amsterdammer.

## Geschiedschrijving over de Tweede Wereldoorlog
Sinds 2001 heeft Van der Heijden een handvol boeken gepubliceerd over de Tweede Wereldoorlog in Nederland, alsmede over de historiografie en de beeldvorming van die periode. Daaronder vallen bijvoorbeeld Grijs Verleden: Nederland en de Tweede Wereldoorlog (2001) en Joodse NSB'ers: De vergeten geschiedenis van Villa Bouchina in Doetinchem (2006). In 2011 promoveerde hij aan de UvA op zijn studie Dat nooit meer. De nasleep van de Tweede Wereldoorlog in Nederland. Van der Heijden betoogt in deze werken voornamelijk dat er uit de onderhavige periode een soort morele Grondwet van Goed en Fout is gedistilleerd, die bijstelling en nuancering behoeft. In zijn proefschrift beschrijft hij hoe en door welke groepen in de samenleving dit morele uitgangspunt in stand wordt gehouden. Deze stellingnames werden wisselend ontvangen. Zo noemde De Gids hem in 2011 "de belangrijkste historicus van Nederland" en wordt hem een belangrijke rol toegeschreven in het historiografisch debat over de Tweede Wereldoorlog. Anderen schreven kritisch over zijn werk. Evelien Gans en Remco Ensel vonden dat in zijn meest bekende werk Grijs Verleden sprake was van nivellering. Met name Joodse NSB'ers en Dat nooit meer kregen fikse kritiek te verduren. Ondanks "een indrukwekkende hoeveelheid materiaal" die door Van der Heijden was "verzameld over de nasleep van de Tweede Wereldoorlog", zo luidde de kritiek van Ronald Havenaar in zijn recensie d.d. 22 december 2012 in VN, wordt "dit resultaat bedorven door de constructie van geforceerde patronen, de manipulatie van bronnen en de onbegrensde drang tot relativeren".
Meerdere bronnen melden dat het wetenschappelijk debat over de geschiedschrijving van de Tweede Wereldoorlog in Nederland er "niet zachtzinnig aan toe gaat". Dat geldt in het bijzonder voor de discussie over Van der Heijdens werk, mede daar hij soms provocerende stellingen inneemt. Daarbij zijn ook Van der Heijdens persoonlijke omstandigheden ingebracht. Zijn ouders waren tijdens de Tweede Wereldoorlog onder meer actief in de NSB en zijn vader was lid van de Waffen SS. Van der Heijden heeft zich bij herhaling fel verzet tegen de aantijging dat het verleden van zijn ouders een rol zou spelen in zijn beeld van de geschiedschrijving van de Tweede Wereldoorlog.

## Persoonlijk
Van der Heijden was getrouwd met een Spaanse. Hij is de oudere broer van de scenarioschrijver Haye van der Heyden.

### Overzichten
- Overzicht publicaties bij de KB
- Overzicht artikelen bij De Groene Amsterdammer